# Castello di Baron Gamba
Das Castello di Baron Gamba (auch Castello Gamba) ist eine Burg in der Gemeinde Châtillon im Aostatal. Sie ist die jüngste der drei Burgen dort und stammt aus dem 20. Jahrhundert, während das Schloss Passerin d’Entrèves und die Burg Ussel beides mittelalterliche Burgen sind. Das Schloss Gamba liegt auf einem Hügel im westlichen Teil der Gemeinde, im Ortsteil Cret-de-Breil in der Nähe der regionalen Hotelschule und ist vollständig von einem Park umgeben, der das ganze Jahr über öffentlich zugänglich ist. Die Burg ist von der Autobahn A5 aus gut zu sehen. Die Südseite der Burg hängt auf die Dora Baltea über.

## Beschreibung
Die Burg ist in einfachem Stil gehalten, der den Baustil früherer Burgen imitiert. Sie hat eine kompakte Form, fast würfelförmig, mit einem massigen Turm in der Mitte, der einen quadratischen Grundriss hat. Der Baukörper hat vier Stockwerke. Neben dem Hauptgebäude erstreckt sich ein Nebengebäude nach Norden, das aus zwei parallelen Baukörpern besteht, die mit einem Gewölbe verbunden sind und so einen kleinen Innenhof einschließen.

## Geschichte
Die Burg ist ein „Herrenhaus“, das der Ingenieur Carlo Saroldi im Jahre 1911 für den Baron Charles-Maurice Gamba und seine Gattin Angélique d’Entrèves, Tochter des Grafen Christin d’Entrèves, entwarf.
Am 18. Juni 2008 versammelten sich 4000 Zuschauer im Park der Burg für das letzte Konzert von Bob Dylan in Italien.
Die Burg, die in den Jahren 2011 und 2012 restauriert wurde, wurde Ende Oktober 2012 wiedereröffnet und bot der Öffentlichkeit eine neue Museumsgestaltung dessen, was es zu einem regionalen Zentrum moderner Kunst werden sollte.

## Museum für moderne und zeitgenössische Kunst
Das Museum für moderne und zeitgenössische Kunst, das im Inneren des Schlosses Gamba untergebracht ist, ist ein kultureller Kristallisationspunkt; dort finden temporäre Ausstellung statt und es ist vor allen Dingen der Sitz der regionalen Pinakothek. Das Museum wurde auf Betreiben der Gemeinde Châtillon und des regionalen Kulturassessorats am 27. Oktober 2012 eröffnet.
Die Dauerausstellung zeigt etwa 150 Werke zeitgenössischer Kunst, die sich schon im Besitz der Regionalverwaltung befanden und in 13 Sälen im ersten und zweiten Obergeschoss ihren neuen Platz gefunden haben. Ein Teil der Werke wartet noch auf seine Platzierung und wird in einem Archivsaal im zweiten Obergeschoss aufbewahrt, der nur nach Vorankündigung besucht werden kann. Das dritte Obergeschoss und ein Dachgeschoss im Inneren des Turms in der Mitte der Burg sind dagegen für temporäre Ausstellungen gedacht und wurde mit Werken von Italo Mus eingeweiht.

## Der Park

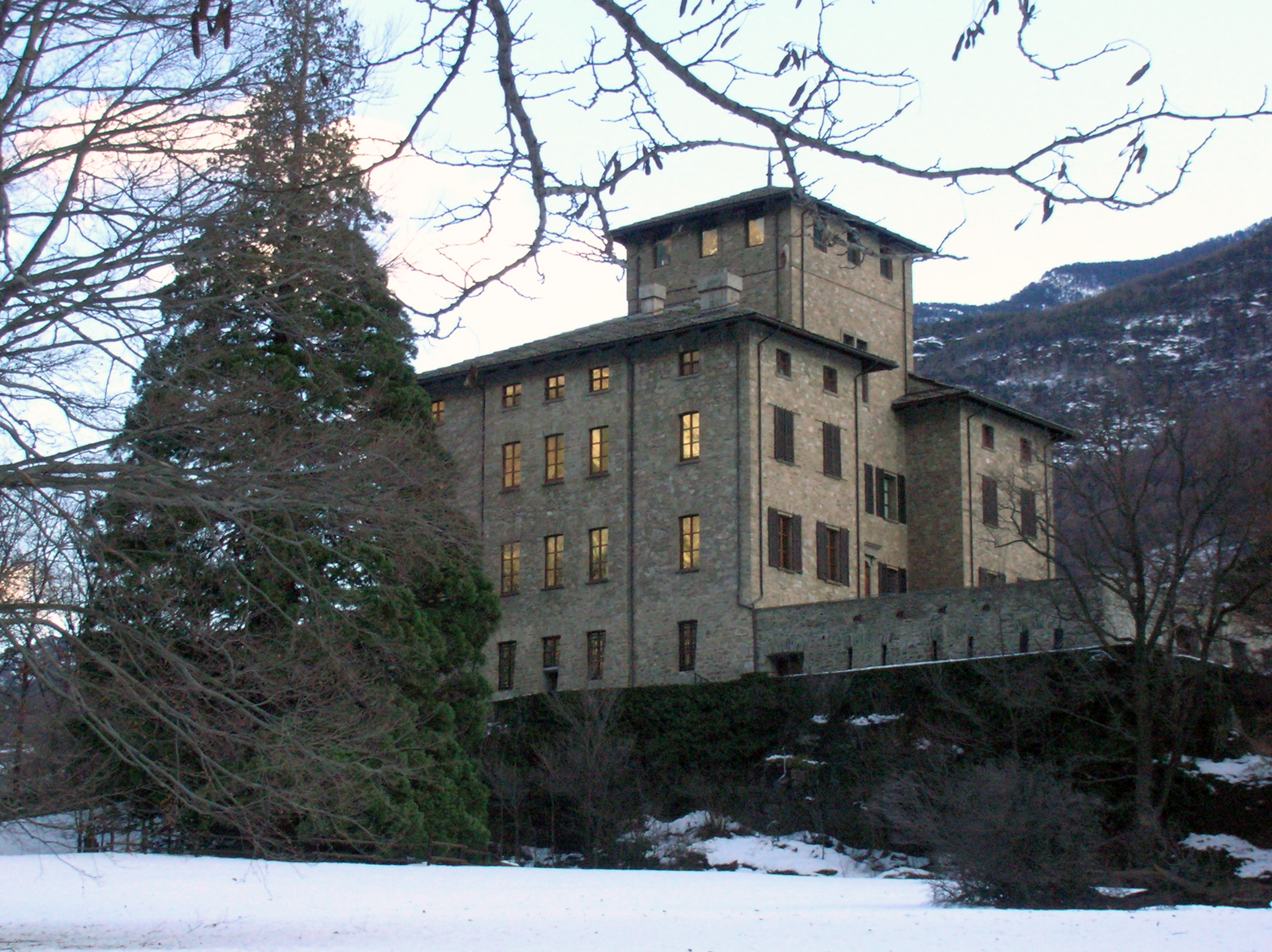
Nordwestfassade der Burg im Winter mit dem Riesenmammutbaum

Der Park ist zwischen 5 und 7 Hektar groß und wird von Fußwegen mit Bänken und einem hölzernen Brunnen durchzogen. Es gibt dort auch drei Monumentalbäume, die durch das L.R. Nr. 50 vom 21. August 1990 namens „Schutz von Monumentalpflanzen“ geschützt sind.  Der Riesenmammutbaum erhebt sich neben der Burg: Er wurde 1888 gepflanzt, ist 37 Meter hoch, hat einen Stammdurchmesser von 230 Zentimetern und einen Stammumfang von 723 Zentimetern. Ganz in der Nähe, in der Mitte des Parks, findet sich der ungefähr 100 Jahre alte Judasdorn mit einer Höhe von 22 Metern, einem Stammdurchmesser von 81 Zentimetern und einem Stammumfang von 254 Zentimetern. Es gibt auch eine Sumpfzypresse am Westrand des Parks.